# Édouard Delamarre
Pour les articles homonymes, voir Delamarre.
Édouard-François-Désiré Delamarre (16 février 1797, Guerbaville-La Mailleraye - 29 septembre 1881, Saint-Arnoult) est un homme politique français.

## Biographie
Neveu du baron Bignon, il débuta, sons la Restauration, dans la carrière administrative, comme sous-préfet de Clamecy. Le gouvernement de Louis-Philippe le nomma successivement préfet du Cantal, puis préfet des Landes et préfet de la Creuse. 
La Révolution française de 1848 l'éloigna des affaires ; mais le coup d'État de 1851, dont il se déclara partisan, le rappela à la vie publique. Le 29 février 1852, Delamarre fut élu député de la 1re circonscription de la Creuse au Corps législatif.
Il soutint de ses votes le gouvernement qui avait appuyé officiellement sa candidature, fit partie de la majorité dynastique, et obtint sa réélection, toujours comme candidat officiel : le 22 juin 1857, le 1er juin 1863 et le 24 mai 1869.